# سبيحة السفلى
قرية سبيحة السفلى تقع في محافظة القرى في منطقة الباحة وهي قسم في قرية سبيحة.

## عن القرية
هي قرية في سبيحة، وأول قرى بني عدوان استقبالاً لزوار المركز على طريق الجنوب العام (طريق شمرخ) وتمتاز القرية بطبيعتها الخلابة وكثرة مزارعها.

## الموقع والحدود
تقع شمال محافظة القرى على طريق  الجنوب العام (طريق شمرخ)

### الحدود
- من الشمال: مركز نخال
- من الجنوب: قرية سبيحة العليا
- من الغرب: الكرادسة والضحوات والكلبة وحظى
- من الشرق: مركز بني حرير وقرية محوية

## من معالم القرية
- حصون وبيوت الدار القديمة
- الوداي البحري (وادي نظل )
- سوق الثلاثاء الأسبوعي
- منتزه القمة